# Waitara, New South Wales
Waitara este o suburbie în Sydney, Australia.